# 개풍군 (선거구)
개풍군은 대한민국의 옛 국회의원 선거구이다.

## 역사
제헌 국회의원 선거를 앞두고 경기도 개풍군 지역을 관할하는 선거구로 신설되었다.
1953년 7월 27일에 체결된 한국 군사 정전에 관한 협정에 따라 경기도 개풍군 지역이 조선민주주의인민공화국의 지배를 받게 되면서 대한민국의 국회의원을 선출할 수 없게 됨에 따라 폐지되었다.

## 역대 국회의원
| 선거   | 정당 | 정당               | 의원   |
| ------ | ---- | ------------------ | ------ |
| 1948년 |      | 대한독립촉성국민회 | 신광균 |
| 1950년 |      | 일민구락부         | 신광균 |

## 역대 선거 결과

### 대한민국 제헌 국회의원 선거
|  | 45.48% |

|  | 24.35% |

|  | 17.03% |

|  | 13.12% |

### 대한민국 제2대 국회의원 선거
|  | 100.00% |

|  | 0% |

|  | 0% |

|  | 0% |

|  | 0% |

|  | 0% |

|  | 0% |